# 郭家泡
郭家泡是一个位于中国吉林省洮南县的湖泊，面积约为9平方千米，平均水深约为4米。